# مبرور (اسم)
مبرور هو اسم علم مذكر من أصل عربي، ومعناه هو وهو الذي جوزي بالبر، وهو كذلك المطاع المقبول المبارك.

## وصلات خارجية
- موسوعة السلطان قابوس لأسماء العرب